# 尼塞
尼塞（法語：Nicey，法語發音：[nisɛ]）是法国科多尔省的一个市镇，属于蒙巴尔区。

## 地理
尼塞（47°51'43"N, 4°18'55"E）面积23.86 平方千米，位于法国勃艮第-弗朗什-孔泰大區科多尔省，该省份为法国中东部省份，北起奥布省，西接涅夫勒省和约讷省，南至索恩-卢瓦尔省，东南接汝拉省，东临上索恩省，东北部与上马恩省接壤。
与尼塞接壤的市镇（或旧市镇、城区）包括：沙奈、日尼、格里塞勒、莱涅、克吕济勒沙泰勒。

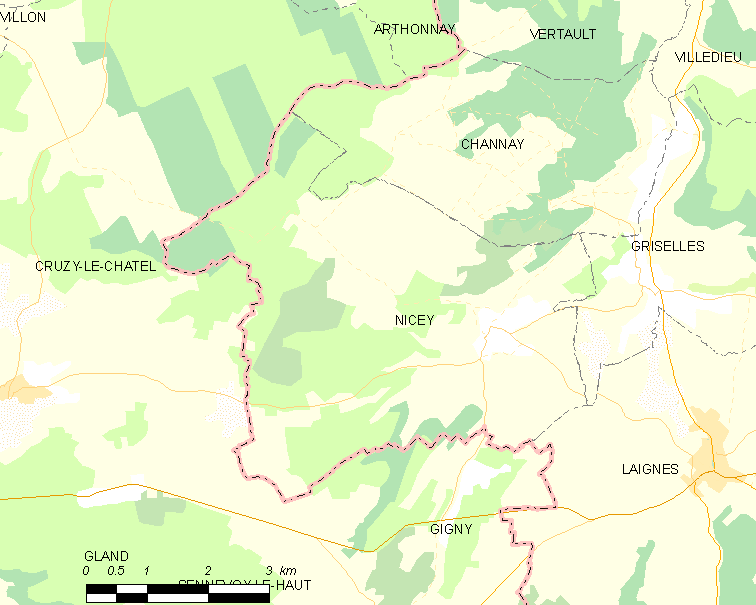
尼塞的OSM定位图

尼塞的时区为UTC+01:00、UTC+02:00（夏令时）。

## 行政
尼塞的邮政编码为21330，INSEE市镇编码为21454。

## 政治
尼塞所属的省级选区为塞纳河畔沙蒂永县。

## 人口

1962-2008年间尼塞人口变化图示

尼塞于2022年1月1日时的人口数量为108人。